# Jonas Truchanovičius
Jonas Truchanovičius (* 24. Juni 1993 in Šiauliai) ist ein litauischer Handballspieler, der aktuell beim TVB Stuttgart unter Vertrag steht.

## Leben
Nach dem Familienumzug besuchte Jonas eine neue Schule, wo er einen Klassenkameraden kennen lernte, der Handball spielte. Dieser schlug ihm vor, mitzutrainieren. Als Jonas von der Schule nach Hause kam, erzählte er seiner Mutter, dass er mit dem Sport beginnen wollte. Dann erfuhr er,  dass die Mutter in ihrer Jugend Handball gespielt habe und ihre Brüder auch Handballspieler gewesen seien. Sie traf am nächsten Tag zufällig den Handballtrainer Sigitas Norvilas in der Stadt und teilte ihm die Wünsche des Sohns mit. 
Nach dem Abitur 2012 am Aukuro-Gymnasium der Hafenstadt Klaipėda studierte er an der Universität Klaipėda. Er spielte auch mit dem Universitätsteam. 

## Karriere
Zuerst spielte er in verschiedenen Altersklassen in Šiauliai, später vertrat er die Šiauliai-Mannschaft „Liumeno“ in der I. Liga. Nach einiger Zeit erhielt er eine Einladung von Artūras Juškėnas, dem Trainer von „Dragūnas“ Žemaitija, seinem Team beizutreten.

### Verein
Jonas Truchanovičius spielte in seiner Heimat für Dragūnas Klaipėda, mit dem er von 2010 bis 2015 sechsmal in Folge die litauische Meisterschaft sowie 2010 und 2011 den Pokal gewann. Anschließend wechselte der 2,03 m große linke Rückraumspieler zum österreichischen Erstligisten Union JURI Leoben, der von seinem Landsmann Romas Magelinskas trainiert wurde. Nach einer Saison nahm ihn der französische Erstligist Montpellier Handball unter Vertrag. Mit dem französischen Rekordmeister gewann er 2018 die EHF Champions League und den französischen Supercup, den Trophée des Champions. Im Jahr 2020 wurde er zu Litauens „Handballer des Jahres“ gewählt. Ab Sommer 2021 lief Truchanovičius für den ukrainischen Verein HK Motor Saporischschja auf. Seit einer im Sommer 2021 erlittenen Knieverletzung kam er bisher nicht zum Einsatz. Nach dem russischen Überfall auf die Ukraine im Februar 2022 nahm er mit Motor in der Saison 2022/23 außer Konkurrenz an der deutschen 2. Bundesliga teil. Im Februar 2023 verpflichtete ihn der deutsche Bundesligist TVB 1898 Stuttgart, bei dem er zunächst seine Reha fortgesetzt hat. Im Oktober 2023 zog er sich erneut einen Kreuzbandriss zu. Nach seinem Comeback zum Saisonbeginn 2024/25 zog er sich erneut eine Knieverletzung zu und fällt erneut langfristig aus.

### Nationalmannschaft
Mit der litauischen Nationalmannschaft qualifizierte er sich für die Europameisterschaft 2022, konnte aufgrund der Knieverletzung aber nicht am Turnier teilnehmen. Insgesamt bestritt er 42 Länderspiele, in denen er 113 Tore erzielte.